# Копрно
Копрно (хорв. Koprno) — населений пункт у Хорватії, у Шибеницько-Книнській жупанії у складі громади Унешич.

## Населення
Населення за даними перепису 2011 року становило 97 осіб.
Динаміка чисельності населення поселення:

## Клімат
Середня річна температура становить 13,28 °C, середня максимальна – 28,42 °C, а середня мінімальна – -1,28 °C. Середня річна кількість опадів – 825 мм.
| Клімат поселення                              | Клімат поселення | Клімат поселення | Клімат поселення | Клімат поселення | Клімат поселення | Клімат поселення | Клімат поселення | Клімат поселення | Клімат поселення | Клімат поселення | Клімат поселення | Клімат поселення | Клімат поселення |
| Показник                                      | Січ.             | Лют.             | Бер.             | Квіт.            | Трав.            | Черв.            | Лип.             | Серп.            | Вер.             | Жовт.            | Лист.            | Груд.            |                  |
| Середній максимум, °C                         | 9,49             | 10,26            | 13,35            | 16,96            | 21,93            | 25,78            | 28,42            | 28,05            | 23,22            | 18,46            | 13,21            | 10,14            |                  |
| Середня температура, °C                       | 4,12             | 4,88             | 7,96             | 11,59            | 16,54            | 20,40            | 23,80            | 23,44            | 18,62            | 13,85            | 8,59             | 5,53             |                  |
| Середній мінімум, °C                          | −1,28            | −0,5             | 2,58             | 6,20             | 11,16            | 15,01            | 19,20            | 18,84            | 14,00            | 9,24             | 4,00             | 0,91             |                  |
| Норма опадів, мм                              | 71               | 62               | 67               | 72               | 58               | 56               | 35               | 49               | 76               | 88               | 104              | 87               |                  |
| Середньомісячна швидкість вітру, м/с          | 2.34             | 2.57             | 2.74             | 2.66             | 2.35             | 2.10             | 2.13             | 1.97             | 2.15             | 2.22             | 2.63             | 2.61             |                  |
| Середньомісячна сонячна радіація, кДж/м²·день | 5411             | 8177             | 11827            | 16349            | 20279            | 22890            | 24359            | 21470            | 16049            | 10365            | 5816             | 4609             |                  |
| --------------------------------------------- | ---------------- | ---------------- | ---------------- | ---------------- | ---------------- | ---------------- | ---------------- | ---------------- | ---------------- | ---------------- | ---------------- | ---------------- | ---------------- |
| Джерело:                                      |                  |                  |                  |                  |                  |                  |                  |                  |                  |                  |                  |                  |                  |